# ブラン2.01
2.01はソ連のブラン計画 (Buran programme) における3機目のスペースシャトル。シリアルナンバーは11F35 K3 。2.01はバイカル湖にちなんでバイカル（Baikal）と名づけられる予定だったとされる。ブラン2.01、OK-2.01、シャトル2.01などと呼ばれる。
2.01の組み立てはブラン計画終了時には完成しておらず、30から50パーセントの段階で中止され現在も未完成のままである。

## ブランとの違い
2.01はブラン第2シリーズの1番機であり、第1と第2シリーズの主な違いはコックピットの位置である。ブランの飛行データとプチーチュカの組み立てからのフィードバックとして改良された。

## 計画していた飛行
1989年の段階で、2.01は1994年に初の有人飛行のテストフライトを果たす計画だった。シャトルには生命維持装置と二つの射出座席が備え付けられ、乗員はイゴール・ボルク（コマンダー）とAleksandr Ivanchenko（フライトエンジニア）の2名の宇宙飛行士からなる予定だった。

## 現在の状態
組立工場に置かれた後、2006年に2.01がドイツのSinsheim Auto & Technik Museumに展示されると誤って報道された。しかし、ドイツミュージアムは実際にシャトル試験機のOK-GLIを購入し、自施設内のハンガーに2008年から展示している。現在はモスクワ州ジュコーフスキィにあるラーメンスコィエ空港に保管されている。